# Lasso (Burkina Faso)
Pour les articles homonymes, voir Lasso.
Lasso est un village du département et la commune rurale d'Oury, situé dans la province des Balé et la région de la Boucle du Mouhoun au Burkina Faso.